# Emily Carey
Pour les articles homonymes, voir Carey.
Emily Joanna Carey, née le 30 avril 2003 à Londres, est un mannequin et acteur britannique connu pour jouer le rôle de la jeune version de la reine consort Alicent Hightower dans la série télévisée médiéval-fantastique de HBO House of the Dragon.

## Biographie

### Carrière
En plus de ses rôles dans Casualty et Les Justicières, Emily Carey a également incarné la jeune Diana Prince, interprétée par Gal Gadot à l'âge adulte, dans le film DC Wonder Woman,,,,. Carey est aussi apparue en tant que jeune Lara Croft dans le reboot de Tomb Raider, sorti en mars 2018. Emily Carey est également présente dans la série Les Mystères de Londres sur FOX / ITV dans le rôle de Mary Conan Doyle, ainsi qu'au West End Theatre dans Shrek the Musical au Royal National Theatre et à Drury Lane, et The Sound of Music, nommée aux Olivier Awards, à l'Open Air Theatre. Par ailleurs, Careyparaît dans le clip de la reprise de Baby, It's Cold Outside d'Idina Menzel et Michael Bublé, jouant une version plus jeune d'Idina Menzel. Carey est répertorié dans un article du Huffington Post comme l'un des cinq meilleurs enfants stars de 2016.
Carey joue le rôle-titre d'Anastasia dans le film Anastasia : Once Upon a Time sur Netflix,. Carey incarnera Wendy adolescente dans l'adaptation scénaristique du roman de Laurie Fox, The Lost Girls. En 2019,  Carey si avec IMG Models. Le 6 juillet 2021, il est annoncé sa participation au casting du préquel de la série Game of Thrones de HBO, House of the Dragon pour y incarner la jeune version de la reine consort Alicent Hightower.

## Vie privée
Carey s'identifie comme queer et utilise les pronoms "they/them". Carey a aidé The Children's Trust à lancer la campagne #MyBrave. Carey est autiste et l'a déclaré alors lors de l'annonce de son rôle dans l'adaptation des romans pour jeunes adultes Geek Girl.
Carey a été en couple avec la chanteuse Kellimarie Willis, du groupe RLY, pendant un an En 2024, Carey révèle sur Instagram être en couple avec l'actrice anglaise Jessica Revell.

## Filmographie

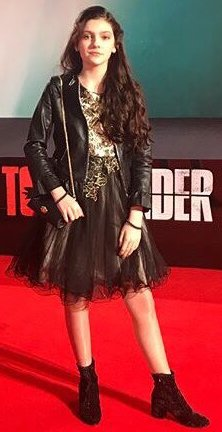
Carey en 2018

### Cinéma

#### Longs métrages
- 2017 : Wonder Woman : Princesse Diana à 12 ans
- 2018 : Tomb Raider : Lara Croft à 14 ans
- 2019 : The Lost Girls : Wendy ado
- 2020 : Anastasia : Once Upon a Time : Anastasia
- 2021 : Où est Anne Frank ! : Anne Frank (voix)
- 2021 : Monster Family 2 : Mila Starr (voix)
- À venir : The Canterville Ghost : Virginia Otis[22]

#### Courts métrages
- 2014 : Idina Menzel: Baby It's Cold Outside : Idina Menzel

### Télévision

#### Séries télévisées
- 2014-2017 : Casualty : Grace Beauchamp
- 2016 : Les Mystères de Londres : Mary Conan Doyle
- 2020 : Les Justicières : Mika Cavanaugh
- 2021 : Kensal Town : Juni Tosano
- 2022 : House of the Dragon : Alicent Hightower (jeune)[23]
- 2024 : Geek Girl : Harriet Manners